# Fläckig glansspinnare
Fläckig glansspinnare (Callimorpha dominula) är en fjärilsart som först beskrevs av Carl von Linné 1758.  Fläckig glansspinnare ingår i släktet Callimorpha, och familjen björnspinnare. Enligt den finländska rödlistan är arten nära hotad i Finland. Arten förekommer i Götaland samt tillfälligtvis även på Gotland, Öland och Svealand. Artens livsmiljö är strandängar vid Östersjön.

## Bildgalleri

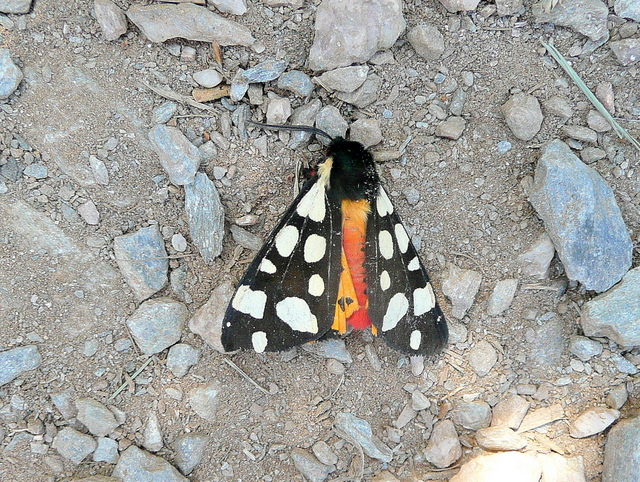
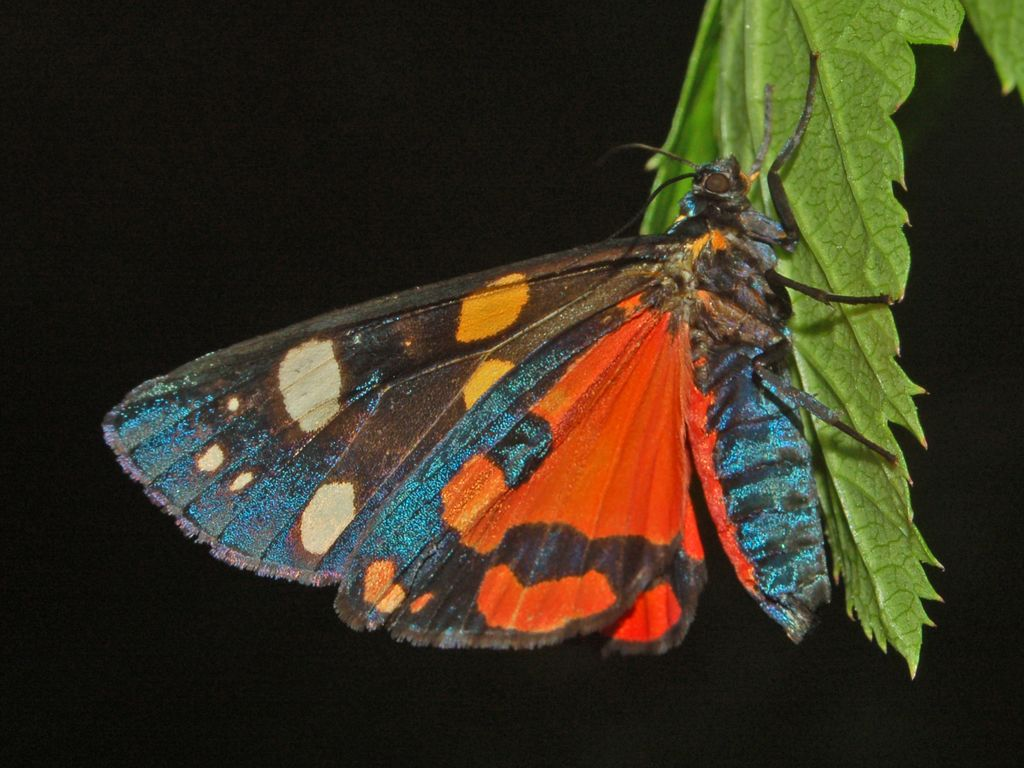
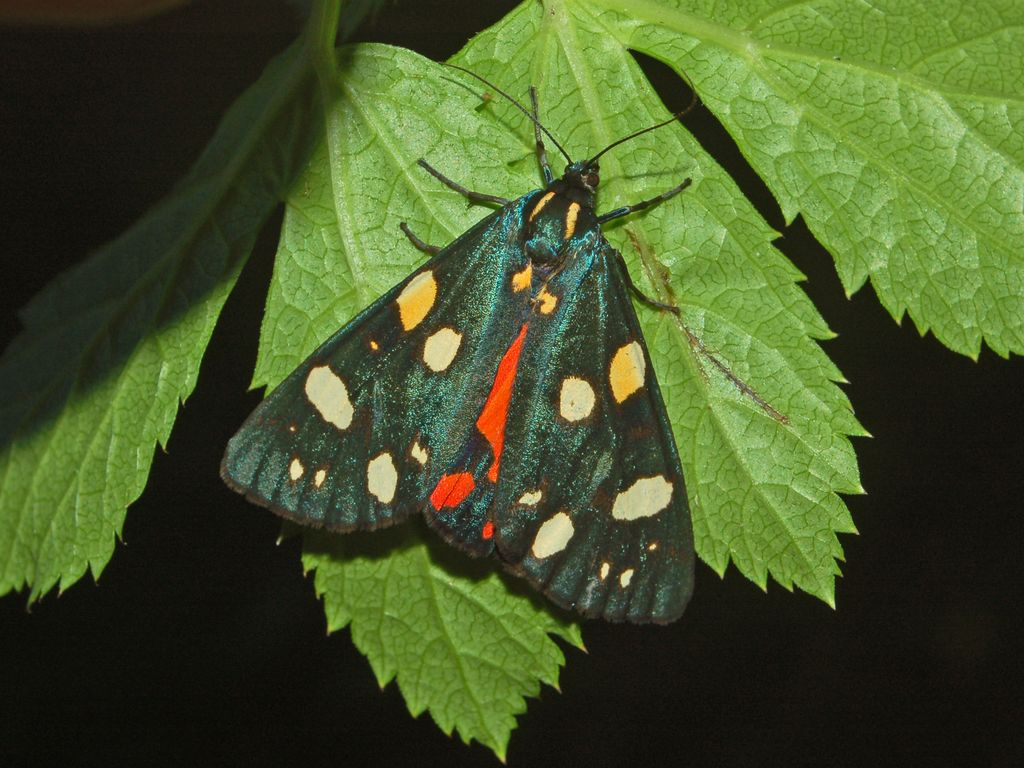
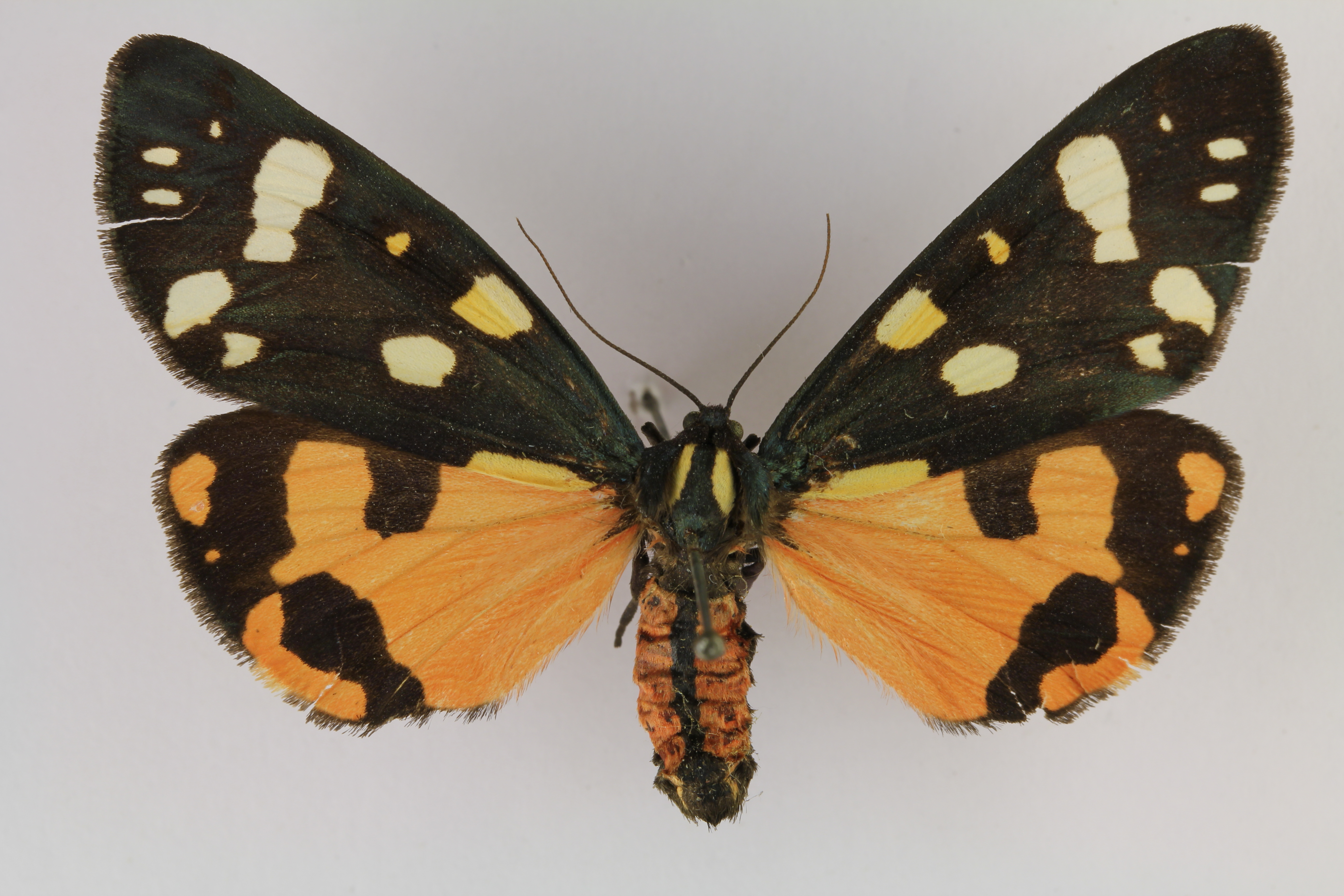
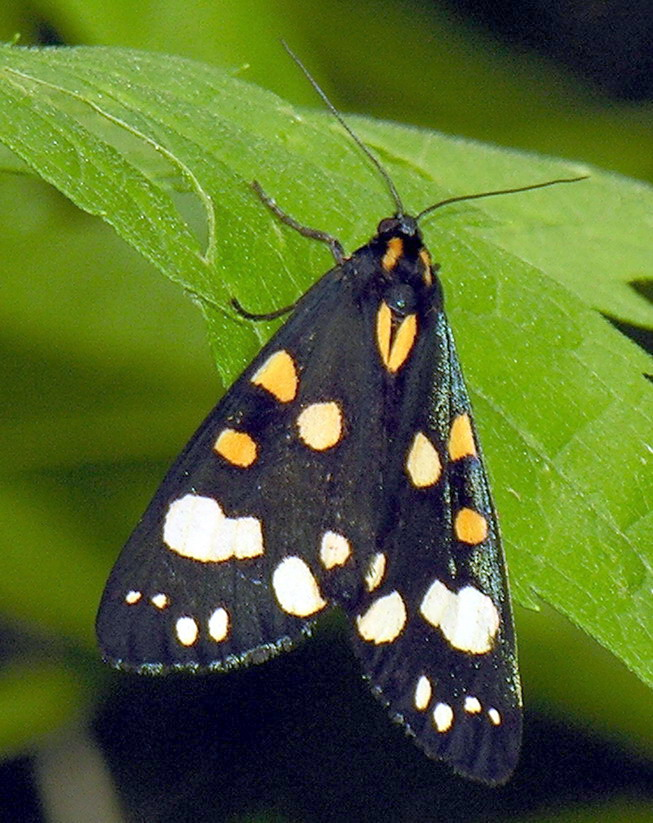